# بهشت برین حقیقت دارد
کتاب بهشت برین حقیقت دارد (به انگلیسی: Proof Of Heaven)توسط دکتر ایبن الکساندر سوم نویسنده و جراح مغز و اعصاب نگاشته شده‌است.

## دربارهٔ کتاب
این کتاب شرح تجربه نزدیک به مرگ او در دوران هفت روز کما است.و در سال ۲۰۱۲ مدت چهار هفته رتبهٔ پرفروش‌ترین کتاب را در مجله نیویورک تایمز کسب کرد نویسنده در توضیح تجربه‌اش فرضیه‌های متعددی را در نظر می‌گیرد و از لحاظ علمی موثق بودن آن را اثبات می‌کند. ایبن الکساندر بر طبق آنچه برایش پیش آمد می‌گوید که «قبل از این تجربه نمی‌توانست دانش خود را دربارهٔ مغز و عصب‌شناسی با اعتقاد به بهشت، روح و خدا تطبیق دهد اما امروز معتقد است که سلامت کامل هنگامی است که ما دریابیم خدا و روح واقعیت دارند و مرگ پایان موجودیت ما نیست، بلکه تنها یک انتقال است.»
ایبن الکساندر در کتابش شرح می‌دهد که به عنوان جراح مغز همواره با بیماران در حال مرگ سروکار داشته‌است و داستان‌هایی دربارهٔ تجربیات نزدیک به مرگ از آنها شنیده بوده‌است. با اینکه این گونه داستان‌ها بسیار شگفت‌انگیز بودند ولی از نظر او که چندین دهه از زندگی‌اش را در محیط علمی گذرانده بود، تجربیات نزدیک به مرگ خیال‌پردازیی بیش نبودند. تا اینکه در سال ۲۰۰۸ در اثر ابتلا به بیماری نادری خود او تجربه نزدیک به مرگ داشت. او در دوران هفت روزه کما به همراه موجود فرشته‌گونه‌ای به عوالم فرامادی سفر کرد. تجربه نزدیک به مرگ سبب تغییر دیدش نسبت به این پدیده‌ها شد او در این باره می‌گوید: «تمام این کتاب‌ها و مقالات، قبل از تجربهٔ من هم وجود داشتند، اما هیچ‌گاه به آنها توجهی نکرده بودم. آنها را نخوانده بودم و حتی حاضر نشده بودم برای این‌گونه مطالب اعتباری قائل شوم. به خصوص پذیرفتن این امکان که جزئی از ما بتواند پس از مرگ جسم‌مان به موجودیت خود ادامه دهد. من، با صفت شکاکی‌ام، به نظر خودم نمونهٔ خوبی از جامعهٔ پزشکی بودم. اما اعتقاد من بر این است که اغلب آنهایی که خودشان را شکاک تلقی می‌کنند، شکاک به معنای واقعی نیستند. زیرا شکاک واقعی کسی است که موضوعی را با دقت و جدیت بررسی کند. اما من هم، مانند بسیاری از پزشکان دیگر، هیچ‌وقت موضوع اِن دی ئی را بررسی نکرده بودم، بلکه، فقط بدون دلیل خاصی ”می‌دانستم” غیرممکن است.»
پس از مورد استقبال قرار گرفتن کتاب؛ خوانندگان سوالات و اشکالات بسیاری را به آن وارد کردند که ایبن الکساندر با چاپ کتاب «دورنمای بهشت برین؛ چگونه علم، دین و مردم زندگی پس از مرگ را ثابت می‌کنند» در اکتبر ۲۰۱۴ به آنها پاسخ داد.
این کتاب در سال ۱۳۹۲ با نام بهشت برین حقیقت دارد به فارسی برگردانده شده‌است.